# Contea di Bertie
La contea di Bertie, in inglese Bertie County, è una contea dello Stato della Carolina del Nord, negli Stati Uniti. La popolazione al censimento del 2000 era di 19 773 abitanti. Il capoluogo di contea è Windsor.

## Storia
La contea di Bertie fu costituita nel 1722.